# Chrysobothris indica
Chrysobothris indica es una especie de escarabajo del género Chrysobothris, familia Buprestidae. Fue descrita científicamente por Castelnau and Gory en 1837.